# Evert Duipmans
Evert Duipmans (Oosterend, 28 mei 1987) is een Nederlands radio-dj.
Hij was tot 2025 werkzaam voor NPO Radio 2, waar hij de programma's WILDGROEI en Vroeg Pieken! presenteerde. Daarvoor was hij te horen op onder meer NPO KX en. 1Twente

## Carrière
Duipmans begon zijn carrière bij 1Twente, de lokale omroep van Enschede. Daar maakte hij met co-host Jeroen Mulder het radioprogramma WILDGROEI. In 2017 wonnen ze de Lokale Omroep Award voor beste radioprogramma.
Snel daarna mochten ze datzelfde radioprogramma maken op NPO KX, de opleidingszender van de NPO. In 2020 verhuisden ze naar NPO Radio 2. waar ze WILDGROEI elke zondagnacht maakten. In 2022 stopte Mulder met het presenteren van het programma, waarna Duipmans het solo voortzette. 
Sinds zaterdag 27 januari 2024 presenteert Duipmans Vroeg Pieken!, elke zaterdag- en zondagochtend van 7:00 tot 10:00 uur. Hij volgde Jeroen van Inkel op, die naar een later tijdstip verhuisde. In april dat jaar besloot hij te stoppen met zijn nachtprogramma WILDGROEI bij BNNVARA, om meer focus te leggen op zijn nieuwe weekeinde ochtendprogramma voor KRO-NCRV. 
Vroeg Pieken! had op 22 december 2024 de laatste uitzending, waarna er voor Duipmans een einde kwam aan zijn tijd bij NPO Radio 2. In een van zijn laatste uitzendingen was hij kritisch op het beleid van de NPO. "ik heb het afgelopen jaar ook geleerd dat het eigenlijk niet uitmaakt of je programma nou scoort, qua luistercijfers of hoeveel reacties je krijgt. Uiteindelijk is er één persoon die besluit over je toekomst”, zei hij. 

## Trivia
- Naast zijn werk bij de NPO werkt Duipmans als docent op hogeschool Saxion.